# Stânceni
Stânceni (Hongaars: Gödemesterháza) is een comună in het district Mureş, Transsylvanië, Roemenië. Het is opgebouwd uit drie dorpen, namelijk:
- Ciobotani
- Meştera
- Stânceni (Hongaars: Gödemesterháza)

## Demografie
Het dorp telt volgens de census van 2007 zo'n 1.540 inwoners: 1.263 (82%) Roemenen, 262 (17%) Hongaren en 15 (1%) mensen van andere nationaliteiten.